# Cornelio Epicado
Cornelio Epicado (Cornelius Epicadus; fl. I secolo a.C.) è stato uno scrittore, grammatico e insegnante di grammatica romano.
Era un liberto del dittatore romano Lucio Cornelio Silla, e il suo assistente (calator) nel prendere gli auspicia. Era il tutore del figlio di Silla, Fausto. È noto per aver completato le memorie del suo ex-padrone. Scrisse anche le opere De cognominibus, De metris e altre opere antiquarie, oggi perdute.